# Ференсас, Альгирдас Антанович
Альгирдас Антанович Ференсас (лит. Algirdas Ferensas; 6 марта 1928, Розалимас — 6 декабря 1994, Вильнюс) — литовский советский государственный, партийный и профсоюзный деятель. Заслуженный деятель культуры Литовской ССР (1978). Отличник физической культуры (1955).

## Биография
В 1951 году окончил Каунасский политехнический институт. С 1952 — на комсомольской работе.
До 1956 года — секретарь Каунасского городского комитета ВЛКСМ, первый секретарь горкома.
В 1956—1960 году — секретарь ЦК ЛКСМ Литвы.
В 1960—1961 год — секретарь Шяуляйского городского комитета КП Литвы. В 1961—1967 сотрудник аппарата ЦК КПСС.
В 1967—1977 году — секретарь ЦК Компартии Литовской ССР.
В 1977—1987 работал председателем Центрального Литовского республиканского совета профсоюзов. В 1981 направлен с интернациональной миссией советником в Кабул.
Избирался депутатом Верховного Совета Литовской ССР (1967—1980) и депутатом Верховного Совета СССР 11-го созыва
6 декабря 1994 г. покончил жизнь самоубийством, застрелился в своём кабинете. Похоронен на Антакальнисском кладбище.
Автор книги о VI Всемирном фестивале молодёжи и студентов в Москве (в соавт., 1958), ряда статей о КПСС, комсомоле, профсоюзной деятельности, развитию промышленности и строительства в республике, подготовки специалистов, советской дружбе между народами.

## Награды
- Орден «Знак Почёта» (27.04.1957) — «за успехи, достигнутые в деле развития массового физкультурного движения в стране, повышения мастерства советских спортсменов, и успешное выступление на международных соревнованиях»

## Избранные публикации
- Шестой Всемирный: молодежный фестиваль в Москве в 1957 году. — Вильнюс, 1958. — 70 с.
- Крутая лестница афганской революции. — Вильнюс: Мысль, 1985. — 166 стр: фотографии.
- Завтра будет: Воспоминания. — Вильнюс: Litimo, 1998. — с фотографиями. — ISBN 9986-943-15-9
- Вчера и сегодня: воспоминания, эссе. — Вильнюс: Charibdė, 2004. — 168 с. — ISBN 9986-745-92-6
- Я возвращаюсь к вчерашнему: Воспоминания эссе. — Вильнюс: Charibdė, 2009. — 134 стр: с фотографиями. — ISBN 978-9955-739-19-7